# 4月10日
4月10日（しがつとおか）は、グレゴリオ暦で年始から100日目（閏年では101日目）にあたり、年末まではあと265日ある。

## できごと

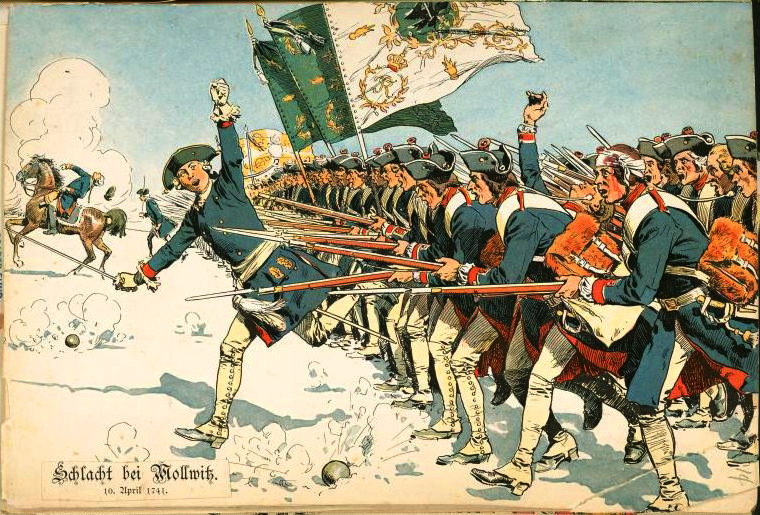
モルヴィッツの戦い(1741)

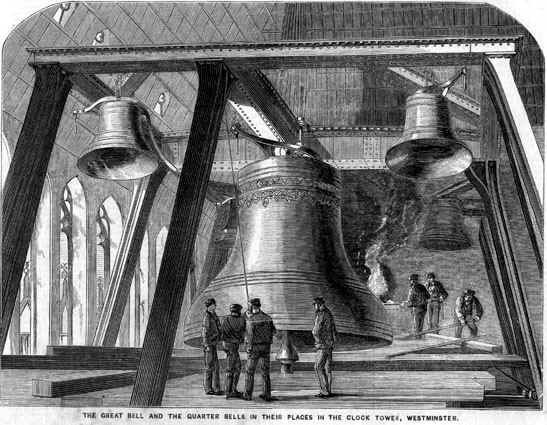
イギリス国会議事堂の大時鐘完成、ビッグ・ベンと命名(1858)

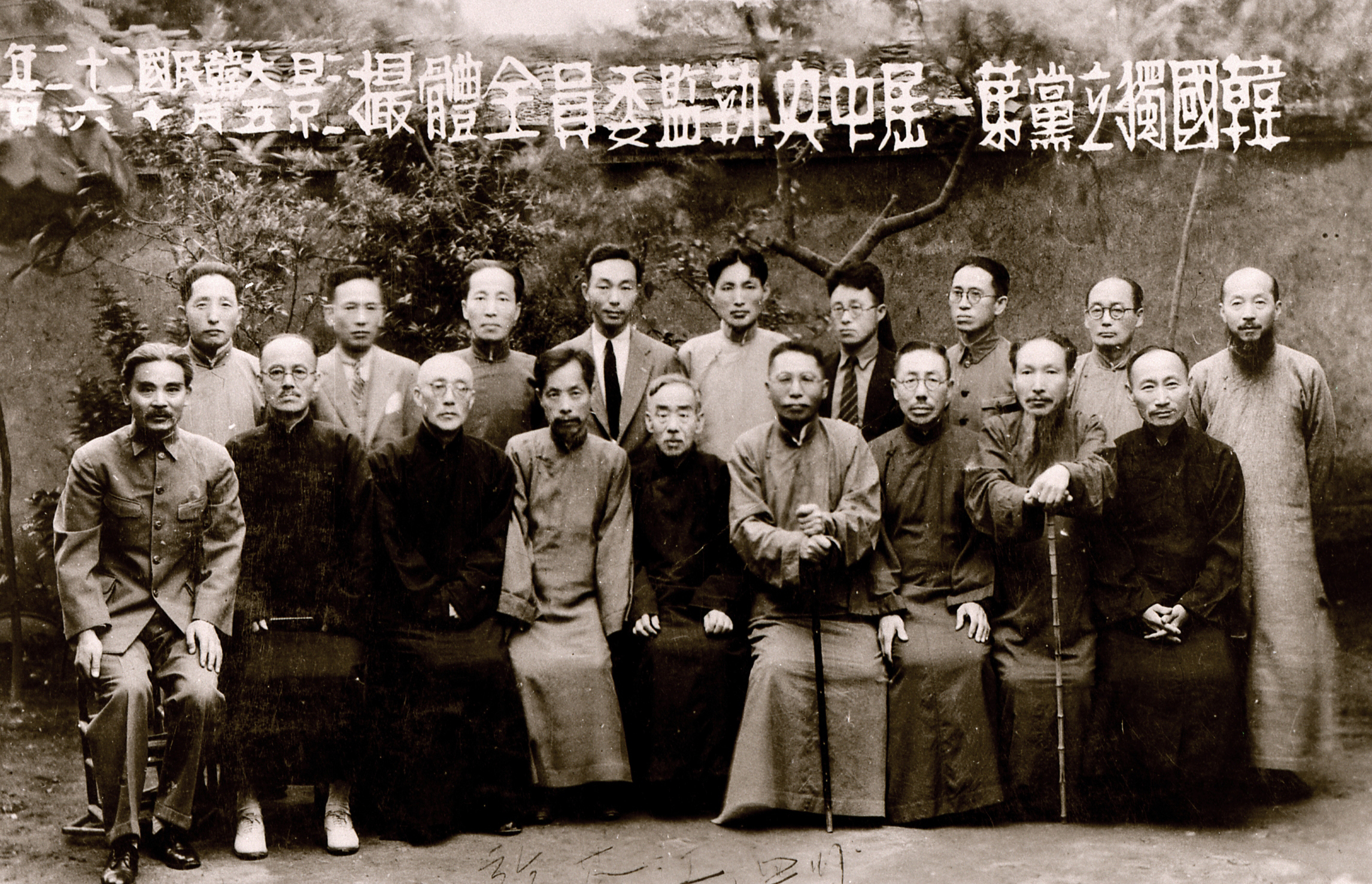
大韓民国臨時政府、上海に樹立(1918)。画像は要人たち

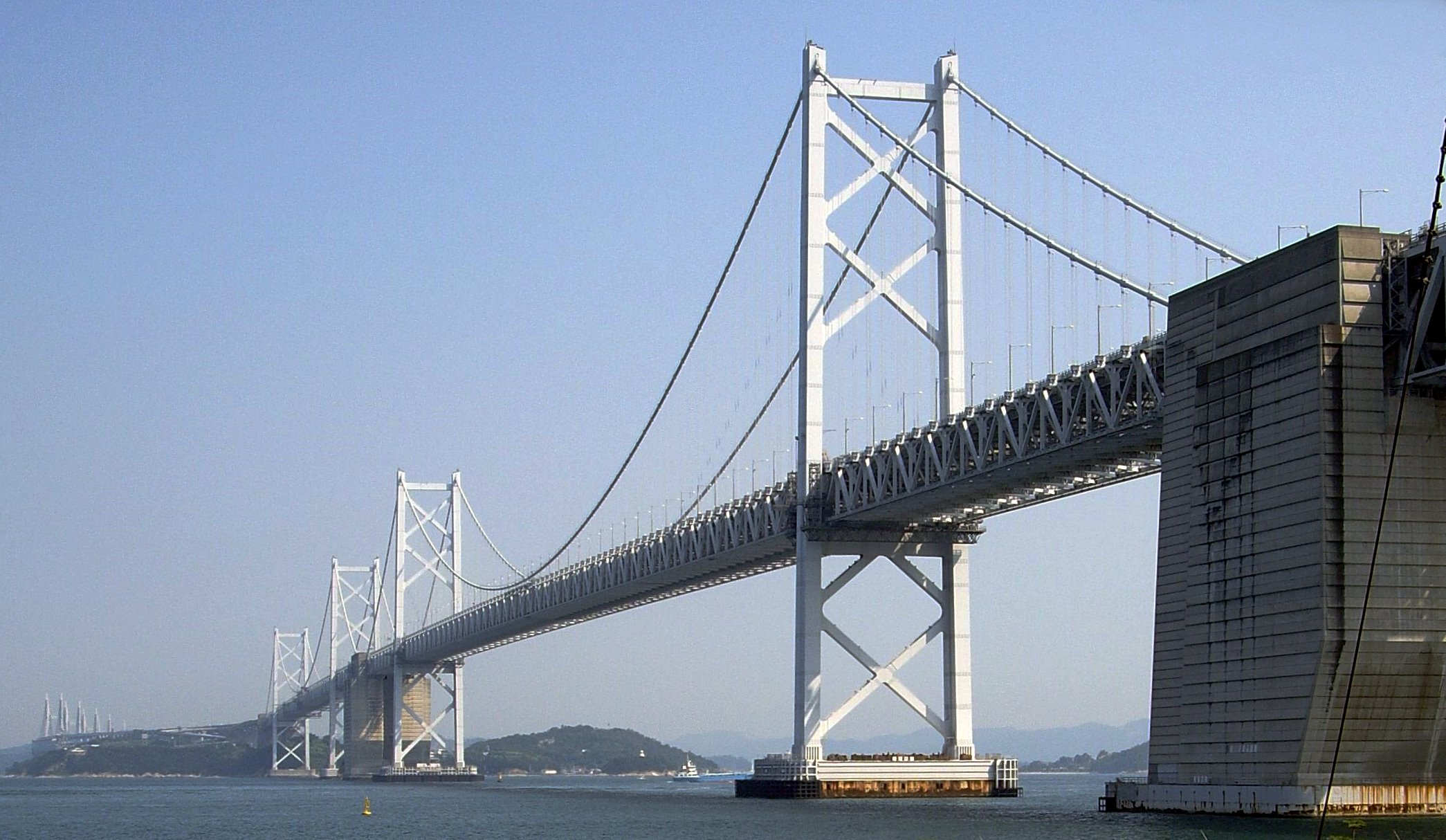
瀬戸大橋開通(1988)

- 628年（推古天皇36年3月2日） - 日本で記録（日本書紀）に残る最古の日食。
- 823年（弘仁14年2月26日） - 嵯峨天皇の勅により比叡山寺の寺号を延暦寺に改める。
- 879年 - ルイ3世が西フランク王に即位。
- 1246年（寛元4年3月23日） - 鎌倉幕府執権・北条経時が重病のため、弟の時頼が5代執権に就任。
- 1268年（文永5年2月27日） - 元寇: 鎌倉幕府が蒙古来襲に備えて西国御家人らに防備を命じる。
- 1302年 - フランス王フィリップ4世が初の三身分合同会議（三部会）を開催。
- 1657年（明暦3年2月27日） - 徳川光圀が『大日本史』の編纂に着手。完成は250年後の1906年。
- 1741年 - オーストリア継承戦争: モルヴィッツの戦い。シュレージェンのモルヴィッツでフリードリヒ2世率いるプロイセン軍がマリア・テレジア率いるオーストリア軍を破る。
- 1815年 - インドネシアのタンボラ山で過去最大規模の噴火が始まる。この影響により翌年は世界各地で夏のない年と呼ばれる異常気象となる。
- 1827年 - ジョージ・カニングがイギリスの第23代首相に就任。
- 1848年 - ロンドンのケニントン・コモン広場でのチャーティスト集会と第三回国民請願
- 1864年 - オーストリアのマクシミリアン大公がメキシコ帝国皇帝に就任。
- 1858年 - イギリス国会議事堂の時計塔に重さ13.5トンの大時鐘が完成。工事責任者ベンジャミン・ホール卿にちなみビッグ・ベンと命名。
- 1866年 - アメリカ動物虐待防止協会設立。
- 1874年 - 板垣退助らが高知で日本初の政治結社「立志社」を結成。
- 1876年 - 日蓮宗不受不施派の再興が認められる。
- 1880年 -  4月、東京駿河台に法政大学の前身となる東京法学社が設立。法律学研究を目的とする日本最初期の本格的な私立法律学校で「東京日日新聞」に設立広告が掲載された[1]。
- 1886年 - 師範学校令・小学校令・中学校令公布。
- 1912年 - タイタニック号がイギリスのサウサンプトン港からアメリカのニューヨーク港に向けての最初で最後の航海に出航。
- 1916年 - 大蔵省銀行局を設置。
- 1916年 - 全米プロゴルフ協会 (PGA) 設立。
- 1919年 - 李承晩らが上海に亡命政権である大韓民国臨時政府を樹立も承認得られず。
- 1919年 - メキシコ革命の指導者エミリアーノ・サパタが暗殺される。
- 1919年 - 地方鉄道法公布。
- 1919年 - 史蹟名勝天然紀念物保存法公布。
- 1925年 - F・スコット・フィッツジェラルドの小説『グレート・ギャツビー』が刊行。
- 1928年 - 日本商工会議所設立。
- 1928年 - 治安警察法により労働農民党・日本労働組合評議会・全日本無産青年同盟に解散命令。
- 1933年 - ニューディール政策: 失業対策のための市民保全部隊創設。
- 1934年 - 中国共産党が「全国民衆に告ぐるの書」を発表し、反日統一戦線の結成を呼びかける。
- 1938年 - 灯火管制規則施行。
- 1941年 - 第二次世界大戦: ナチス・ドイツによりクロアチア独立国が建国。
- 1942年 - 広島電鉄設立。
- 1946年 - 第22回衆議院議員総選挙投票日。大日本帝国憲法下最後で戦後初めての男女普通選挙。
- 1947年 - アメリカメジャーリーグのブルックリン・ドジャースに、メジャーリーグ初の黒人選手ジャッキー・ロビンソンが入団。
- 1948年 - ビルマの国際連合加盟に関する国際連合安全保障理事会決議45が採択される。
- 1952年 - NHKで連続ラジオドラマ『君の名は』が放送開始。
- 1953年 - ダグ・ハマーショルドが国際連合事務総長に就任する。
- 1954年 - アジア初の国際見本市である第1回日本国際見本市が大阪で開催。
- 1959年 - 皇太子・明仁親王と正田美智子が結婚、ミッチー・ブームが最高潮に。
- 1963年 - アメリカの原子力潜水艦スレッシャーが沈没。初の原潜事故。
- 1968年 - 小学館の少女漫画雑誌『少女コミック』が創刊される。
- 1970年 - ポール・マッカートニーがビートルズからの脱退を発表。ビートルズが事実上解散する。（ビートルズの解散問題）
- 1972年 - 生物兵器禁止条約に47か国が調印。
- 1988年 - 瀬戸大橋（下津井瀬戸大橋、櫃石島橋、岩黒島橋、与島橋、北備讃大橋、南備讃大橋の6橋）が開通[2]。瀬戸大橋線（児島 - 坂出・宇多津間）開通によりJR7社の線路が全てつながった。
- 1998年 - イギリスとアイルランドの間で和平合意「ベルファスト合意」が締結。
- 2000年 - 東京都交通局が都の増収策の一環としてラッピングバス（車体全面広告バス）の運行を開始。
- 2006年 - 日本司法支援センター（法テラス）が設立される。
- 2008年 - 当時国内最高齢だったアジアゾウ（インドゾウ）の諏訪子が65歳で死亡。
- 2009年 - 総事業費56兆8千億円の「経済危機対策」を政府・与党で正式決定。財政支出は過去最大の15兆4千億円で国民総生産 (GDP) の約8％に相当する。ちなみに1998年小渕内閣時には財政支出は7兆6千億円。
- 2009年 - 広島東洋カープの新本拠地MAZDA Zoom-Zoom スタジアム広島がオープン。
- 2010年 - ポーランドの政府専用機がロシア・スモレンスクで墜落、レフ・カチンスキ大統領夫妻を含め96人全員が死亡。（ポーランド空軍Tu-154墜落事故）
- 2010年 - 自民党を離党した与謝野馨、平沼赳夫らがたちあがれ日本を結成[3]。
- 2017年 - 浅田真央が、自身のブログで現役引退を表明[4]。
- 2019年 - イベントホライズンテレスコープがM87にある超大質量ブラックホールの映像の撮影の成功を発表[5]。
- 2022年 - 千葉ロッテマリーンズの佐々木朗希が史上最年少で16人目の完全試合を達成[6]。（佐々木朗希の完全試合）
- 2024年 - 大韓民国（第六共和国）で、第22代総選挙が行われる。

## 誕生日

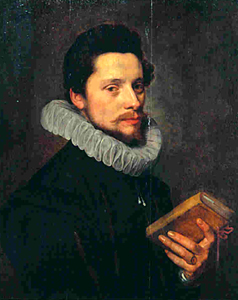
国際法の父、法学者フーゴー・グロティウス(1583-1645)誕生。

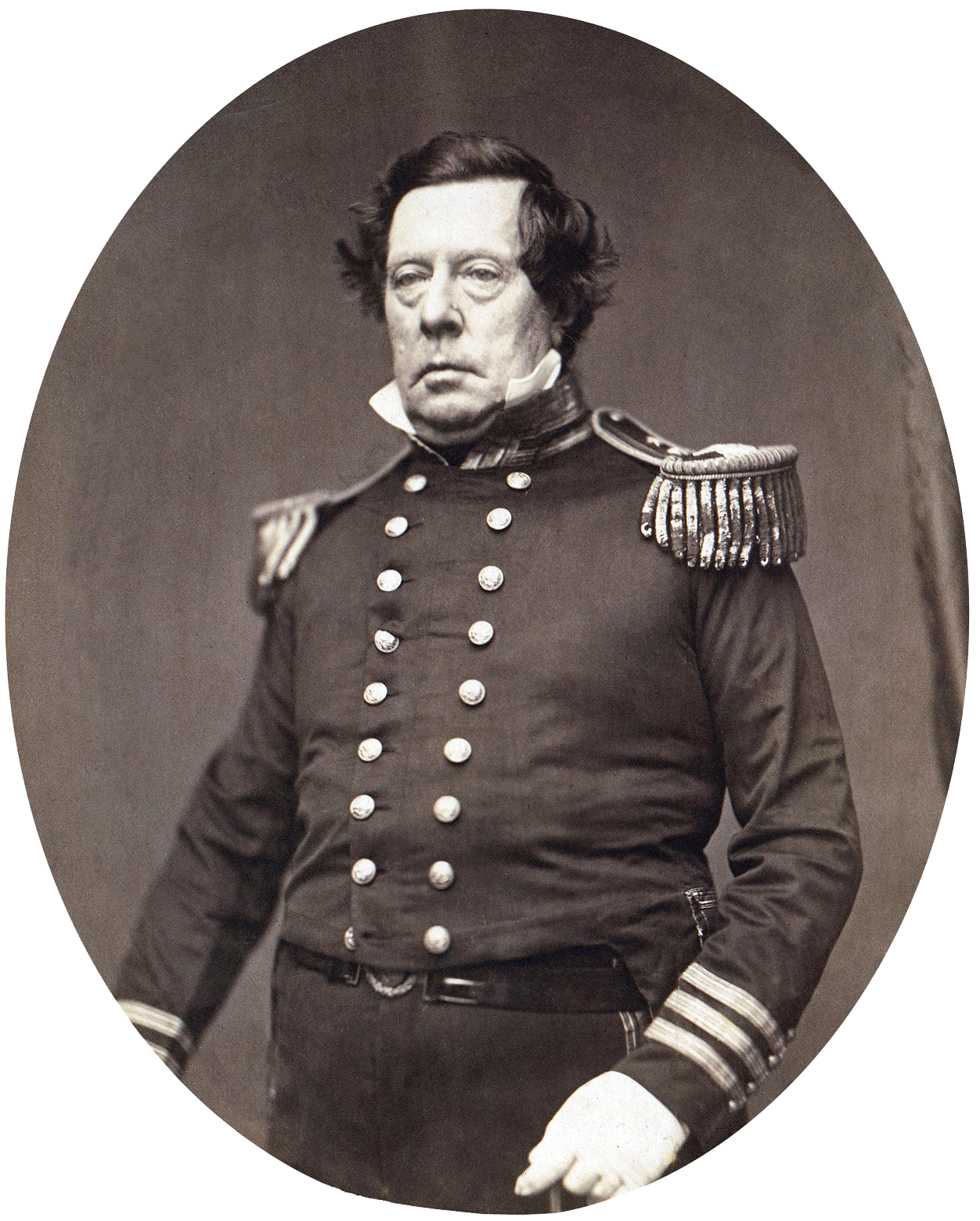
日本を開国させたアメリカ軍人、マシュー・ペリー(1794-1858)誕生。

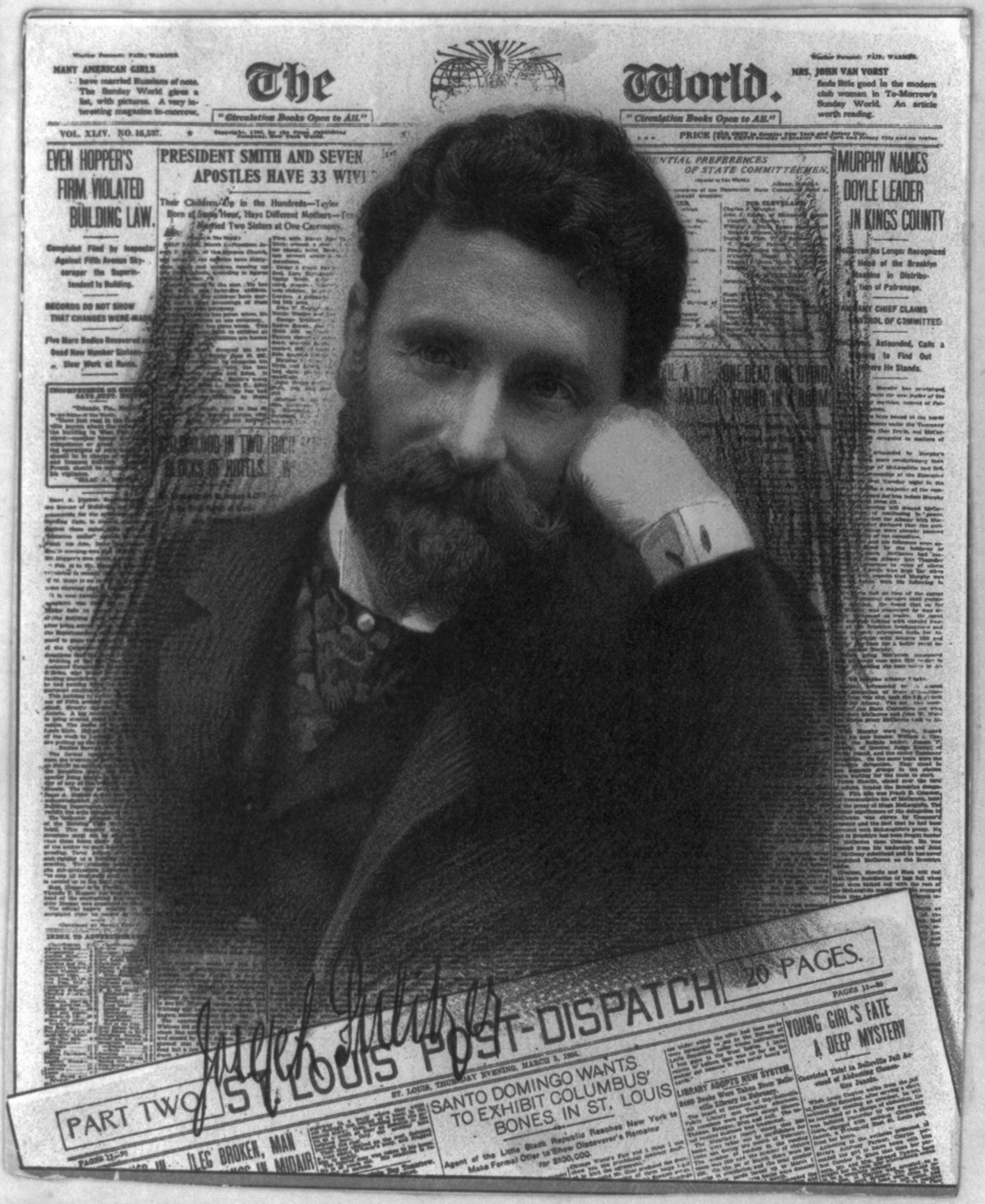
ピューリツァー賞に名を残すジャーナリスト、ジョセフ・ピュリッツァー(1847-1911)。イエロー・ジャーナリズムを始めた人物ともされる。

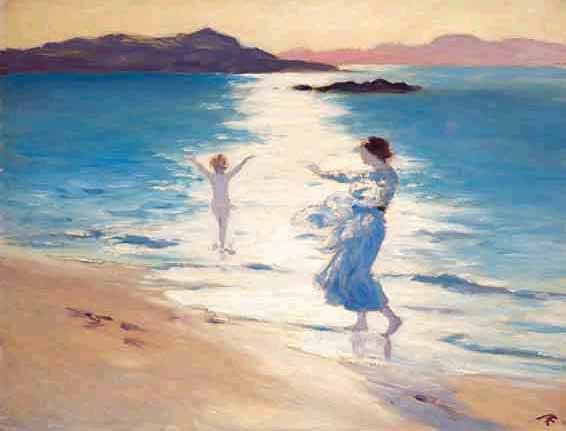
アイルランド文芸復興運動の中心、ジョージ・ウィリアム・ラッセル(1867-1935)誕生。画像はラッセル画の『海水浴客』

陶芸家、板谷波山(1872-1963)誕生。

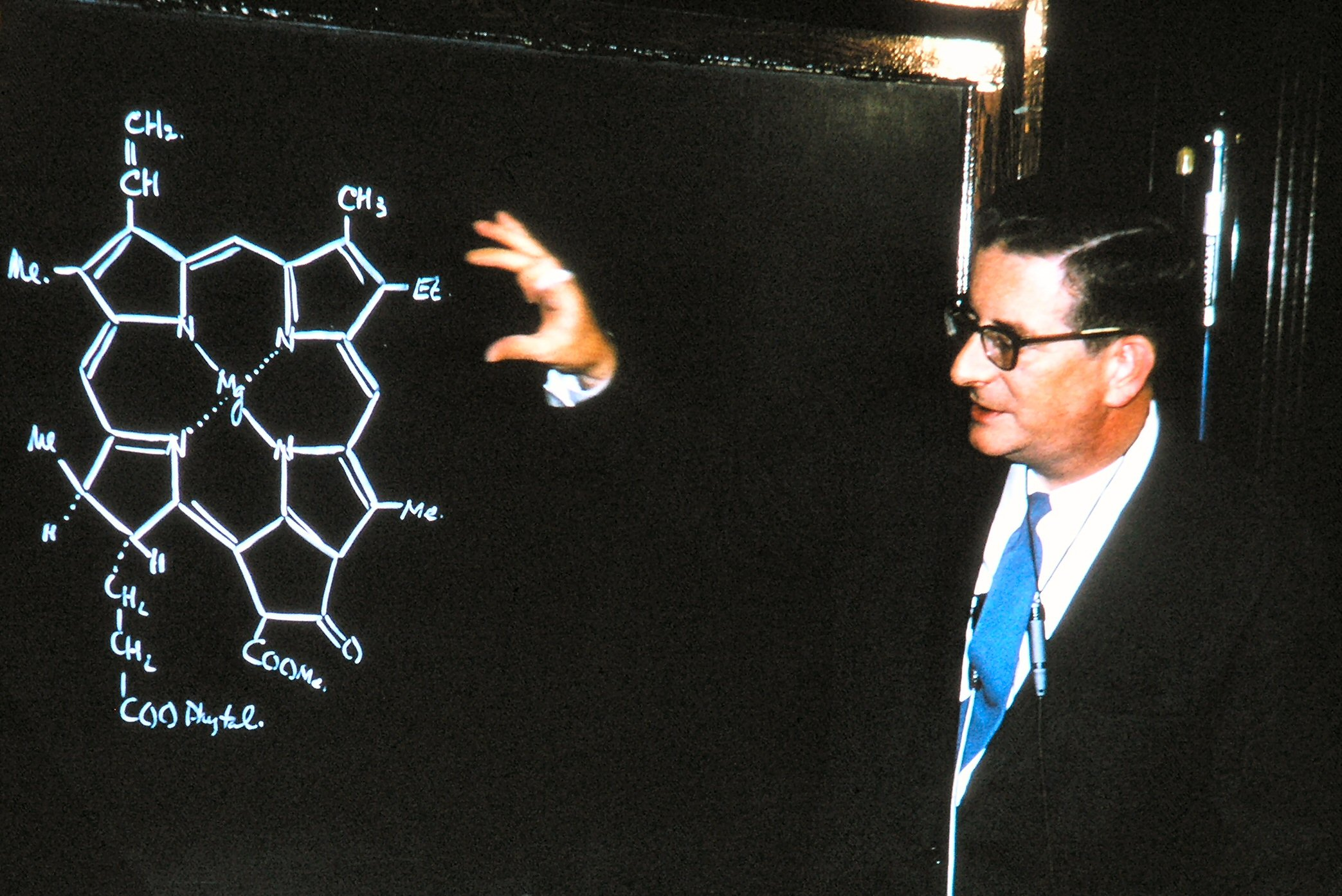
有機合成化学を研究した化学者ロバート・バーンズ・ウッドワード(1917-1979)誕生。

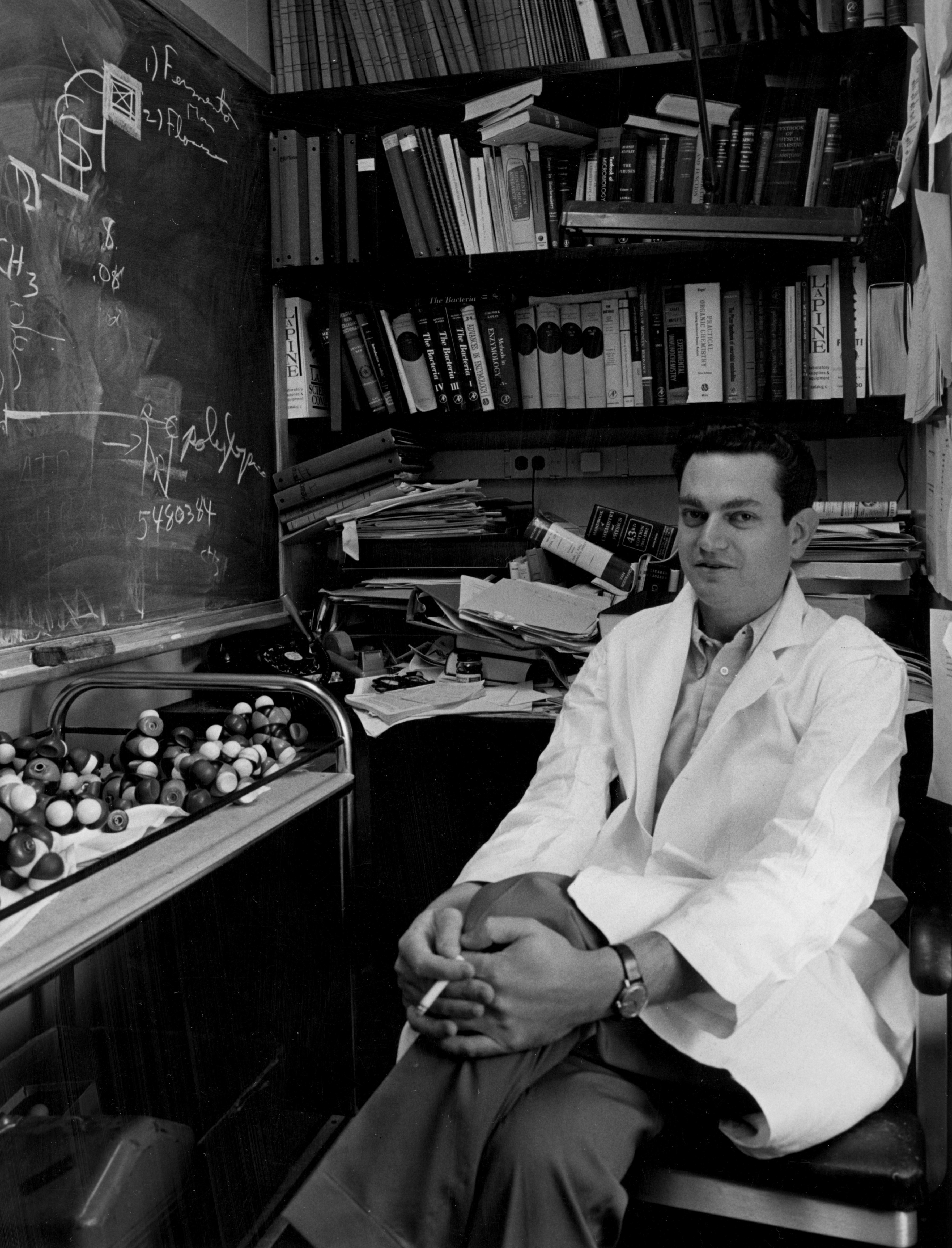
遺伝暗号の解読を成功させた生化学者、マーシャル・ニーレンバーグ(1927-2010)誕生。

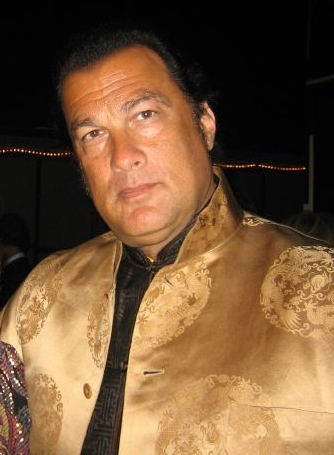
アメリカ合衆国の俳優スティーヴン・セガール(1951-)誕生。

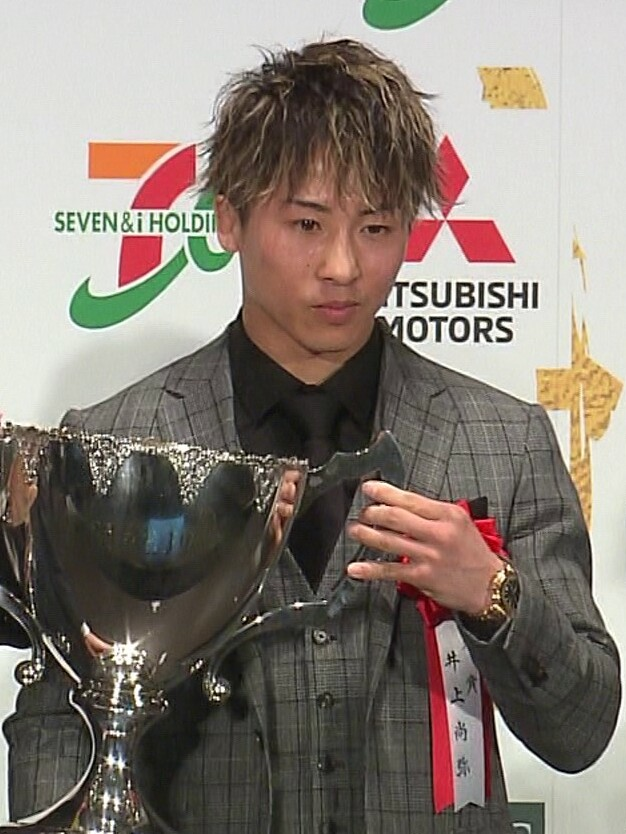
軽量級最強のプロボクサー、井上尚弥(1993-)誕生。

### 人物
- 1512年 - ジェームズ5世、スコットランド王（+ 1542年）
- 1583年 - フーゴー・グロティウス、政治家、法律家（+ 1645年）
- 1651年 - エーレンフリート・ヴァルター・フォン・チルンハウス、哲学者、数学者、磁器製作者（+ 1708年）
- 1697年（元禄10年閏2月19日） - 相馬尊胤、第7代相馬中村藩主（+ 1772年）
- 1713年 - ジョン・ホワイトハースト、時計職人、科学者（+ 1788年）
- 1769年 - ジャン・ランヌ、軍人、元帥（+ 1809年）
- 1794年 - マシュー・ペリー、軍人（+ 1858年）
- 1796年 - ジェームズ・ボウイ、アメリカテキサス州の開拓者、軍人（+ 1836年）
- 1798年（寛政10年2月25日） - 榊原政養、第4代高田藩主（+ 1846年）
- 1799年（寛政11年3月6日） - 松平近訓、第8代府内藩主（+ 1852年）
- 1808年 - オーギュスト・フランショーム、チェリスト、作曲家（+ 1884年）
- 1827年 - ルー・ウォーレス、政治家、軍人、作家（+ 1905年）
- 1829年 - ウィリアム・ブース、メソジスト説教者、救世軍の創立者（+ 1912年）
- 1847年 - ジョセフ・ピュリッツァー、新聞発行者、ジャーナリスト（+ 1911年）
- 1863年（文久3年2月23日） - 山極勝三郎、病理学者（+ 1930年）
- 1863年（文久3年2月23日） - 太田峰三郎、官僚（+ 1914年）
- 1864年 - オイゲン・ダルベール、ピアニスト、作曲家（+ 1932年）
- 1866年 - ジョージ・アーリス、俳優（+ 1946年）
- 1866年（慶応2年2月25日） - 寺崎広業、日本画家（+ 1919年）
- 1867年 - ジョージ・ウィリアム・ラッセル、詩人（+ 1935年）
- 1871年（明治4年2月2日） - 横山源之助、ジャーナリスト（+ 1915年）
- 1872年（明治5年3月3日） - 板谷波山、陶芸家（+ 1963年）
- 1873年 - 下村観山、日本画家（+ 1930年）
- 1885年 - 井上登、裁判官、日本野球機構コミッショナー（+ 1971年）
- 1886年 - ジョニー・ヘイズ、陸上競技選手（+ 1965年）
- 1887年 - ハインツ・ティーセン、作曲家（+ 1971年）
- 1887年 - バーナード・ウッセイ、生理学者（+ 1971年）
- 1890年 - 原久一郎、ロシア文学者（+ 1971年）
- 1892年 - 星野直樹、官僚、政治家（+ 1978年）
- 1892年 - 高田敏子、教育者（+ 1974年）
- 1892年 - エーゴン・アイクシュテット、人類学者（+ 1965年）
- 1894年 - ベン・ニコルソン、画家（+ 1982年）
- 1895年 - 川上澄生、版画家（+ 1972年）
- 1897年 - 山口俊雄、俳優（+ 1945年）
- 1897年 - ロス・ヤングス、元プロ野球選手（+ 1927年）
- 1904年 - 四宅ヤエ、アイヌ文化伝承者（+ 1980年）
- 1909年 - 淀川長治、映画評論家（+ 1998年）
- 1910年 - 池田みち子、作家（+ 2008年）
- 1910年 - ポール・スウィージー、経済学者（+ 2004年）
- 1911年 - マーティン・デニー、ミュージシャン（+ 2005年）
- 1914年 - 近衛十四郎、俳優（+ 1977年）
- 1914年 - 岸田麗子、画家、岸田劉生の娘、「麗子像」のモデル（+ 1962年）
- 1916年 - 深水藤子、女優（+ 2011年）
- 1917年 - ロバート・バーンズ・ウッドワード、化学者（+ 1979年）
- 1917年 - 宇野光雄、元プロ野球選手、監督（+ 1994年）
- 1918年 - 原一朗、プロ野球選手（+ 戦死）
- 1918年 - 安井鍵太郎、元プロ野球選手（+ 2015年）
- 1920年 - 木下勇、元プロ野球選手（+ 1997年）
- 1921年 - 平井啓之、フランス文学者（+ 1992年）
- 1922年 - 木下重教、工学者、北海道大学名誉教授、北海道情報大学初代学長（+ 2008年）
- 1925年 - 江藤隆美、政治家（+ 2007年）
- 1926年 - 大林辰蔵、宇宙物理学者（+ 1992年）
- 1927年 - マーシャル・ニーレンバーグ、生化学者（+ 2010年）
- 1927年 - 矢代静一、劇作家（+ 1998年）
- 1928年 - 高橋揆一郎、小説家（+ 2007年）
- 1929年 - マイク・ホーソーン、F1レーサー（+ 1959年）
- 1929年 - マックス・フォン・シドー、俳優（+ 2020年）
- 1930年 - クロード・ボリング、ジャズピアニスト （+ 2020年）
- 1932年 - オマー・シャリフ、俳優（+ 2015年）
- 1933年 - 永六輔、作詞家、タレント（+ 2016年）
- 1933年 - 内司正弘、元プロ野球選手（+ 1992年）
- 1934年 - デイヴィッド・ハルバースタム、ジャーナリスト（+ 2007年）
- 1934年 - 小林一喜、ジャーナリスト（+ 1991年）
- 1936年 - 和田誠、イラストレーター（+ 2019年）
- 1936年 - ジョン・マッデン、元アメリカンフットボール指導者、元解説者（+ 2021年）
- 1937年 - 松山恵子、歌手（+ 2006年）
- 1938年 - 矢野憲一、神職、民俗学者、鮫研究家
- 1938年 - 村田元一、元プロ野球選手
- 1939年 - 水島新司、元漫画家 （+ 2022年）
- 1940年 - 村松友視、作家
- 1940年 - 岡山啓三、元バスケットボール選手
- 1941年 - 垣添忠生、医者
- 1942年 - 高松和夫、政治家
- 1942年 - 山口幸太郎、政治家、元北海道千歳市長
- 1942年 - イアン・キャラハン、元サッカー選手
- 1943年 - 谷口克広、歴史家、戦国史研究家（+ 2021年）
- 1944年 - 三遊亭左圓馬、落語家（+ 2023年）
- 1944年 - 桜井郁三、政治家（+ 2013年）
- 1946年 - リロイ・スタントン、元プロ野球選手
- 1947年 - バニー・ウェイラー、レゲエミュージシャン
- 1947年 - 樫出三郎、元プロ野球選手
- 1947年 - 福嶋久晃、元プロ野球選手
- 1947年 - 室井邦彦、政治家（+ 2024年）
- 1948年 - 西村公一、元プロ野球選手
- 1948年 - 保谷俊夫、元プロ野球選手（+ 2010年）
- 1949年 - 中村喜四郎、政治家
- 1950年 - 和田アキ子、歌手
- 1950年 - 杉本直栄、実業家、元ジャックス社長
- 1950年 - 村上悦雄、元プロ野球選手
- 1950年 - 渡部又兵衛、俳優（+ 2022年）
- 1951年 - スティーヴン・セガール、俳優
- 1951年 - 舛田山靖仁、元大相撲力士、年寄19代・21代千賀ノ浦
- 1951年 - 星澤幸子、料理研究家
- 1952年 - さだまさし、シンガーソングライター
- 1952年 - スティーヴン・セガール、俳優
- 1952年 - 竹村よしひこ、漫画家
- 1954年 - 六平直政、俳優
- 1954年 - ピーター・マクニコル、俳優
- 1954年 - デューク更家、ウォーキングドクター
- 1955年 - 渡邊孝好、映画監督
- 1955年 - 有田二三男、元プロ野球選手
- 1956年 - 朝松健、小説家
- 1956年 - 中西俊博、ヴァイオリニスト、作曲家、編曲家
- 1957年 - 長坂康正、政治家
- 1957年 - 中村昭、元プロ野球選手
- 1957年 - 小倉全由、高校野球指導者
- 1958年 - 寺嶋民哉、作曲家
- 1958年 - イェフィム・ブロンフマン、ピアニスト
- 1958年 - ベイビーフェイス、ミュージシャン
- 1959年 - ブライアン・セッツァー、ミュージシャン、ギタリスト
- 1959年 - 高原兄、シンガーソングライター
- 1959年 - 大橋志吉、脚本家
- 1959年 - 福家雅明、元プロ野球選手
- 1960年 - 筒井櫻子、アナウンサー
- 1960年 - 葛川健司、元プロ野球選手
- 1961年 - 羽仁知治、ジャズピアニスト
- 1962年 - 広澤克実、元プロ野球選手
- 1963年 - 須山浩継、スポーツライター
- 1964年 - 箭内道彦、クリエイター
- 1964年 - 鈴木深、編集者
- 1965年 - 山上万恵美、元キャスター
- 1965年 - 長谷部香苗、女優
- 1966年 - 有村肯弥、舞台芸術作家、パフォーマンスアーティスト
- 1967年 - 松永幹夫、元騎手、調教師
- 1967年 - マーティ・ウォルシュ、政治家、第29代アメリカ合衆国労働長官、第54代ボストン市長[7]
- 1968年 - 川村正太郎、元プロ野球選手（+ 2018年）
- 1970年 - うちやえゆか、歌手
- 1970年 - 川名慎一、元プロ野球選手
- 1970年 - 伏島良平、元プロ野球選手
- 1970年 - 北澤鈴春、元ボクサー
- 1971年 - 栗田善太郎、ローカルタレント
- 1972年 - 吉澤英生、元サッカー選手、指導者
- 1972年 - 三剣もとか、漫画家
- 1972年 - 鰐淵洋子、政治家
- 1972年 - 奈良愛美、アナウンサー
- 1972年 - 鈴木尚典、元プロ野球選手
- 1973年 - ロベルト・カルロス、元サッカー選手、指導者
- 1973年 - ギヨーム・カネ、俳優
- 1974年 - 米村和樹、元プロ野球選手
- 1974年 - 井上浩司、元プロ野球選手
- 1974年 - 渡辺光輝、元サッカー選手
- 1974年 - ナジャ・グランディーバ、タレント、女装家、ドラァグクイーン
- 1975年 - 川口信男、元サッカー選手、指導者
- 1975年 - ミッツ・マングローブ、女装家
- 1975年 - 村上淳、プロ雀士
- 1975年 - 山田ルイ53世、お笑いタレント（髭男爵）
- 1976年 - 赤星憲広、元プロ野球選手
- 1976年 - 加藤泰明、元サッカー選手
- 1976年 - 木村佳乃、女優
- 1976年 - 藤本貴之、情報デザイン学者
- 1977年 - 白井美香、声優
- 1978年 - 春日井静奈、タレント、女優
- 1978年 - 中濱裕之、元プロ野球選手
- 1978年 - 高木貴行、政治家
- 1978年 - MC HotDog、ラッパー
- 1979年 - 堂本剛、歌手（DOMOTO）
- 1979年 - 山田優子、ローカルタレント
- 1979年 - 今村彩子、映画監督
- 1979年 - ソフィー・エリス・ベクスター、ミュージシャン
- 1980年 - 福井強、元プロ野球選手
- 1980年 - 飯尾和也、元サッカー選手
- 1980年 - 久我未来、俳優
- 1981年 - 上野弘文、元プロ野球選手
- 1981年 - マイケル・ピット、俳優
- 1981年 - 宇塚博之、ミュージシャン（ストレンジドラマ）
- 1982年 - 高橋久美子、作家、作詞家、ミュージシャン（元チャットモンチー）
- 1982年 - アンドレ・イーシアー、元プロ野球選手
- 1983年 - 別府史之、自転車競技選手
- 1983年 - アンドリュー・ドスト、シンガーソングライター、作曲家（FUN.）
- 1983年 - 光部杏里、元キャスター
- 1984年 - 田畑勇一、お笑い芸人（元田畑藤本）
- 1984年 - マンディ・ムーア、歌手、女優
- 1984年 - 石川晴恵、アナウンサー
- 1984年 - 上原あずみ、元歌手
- 1984年 - 金刃憲人、元プロ野球選手
- 1984年 - 吉田正樹、元サッカー選手、指導者
- 1984年 - 山本和幸、元騎手
- 1984年 - ゴンサロ・ロドリゲス、元サッカー選手
- 1984年 - カルロス・アドリアーノ・デ・ジョス・ソアレス（アレモン）、サッカー選手（+ 2007年）
- 1985年 - 岩間よいこ、元お笑いタレント（元パルフェ）
- 1985年 - ドリュー・ミーキンス、フィギュアスケート選手
- 1985年 - イゴール・マチプラ、フィギュアスケート選手
- 1985年 - 籾山幸徳、元プロ野球選手
- 1986年 - 中西健太、元プロ野球選手
- 1986年 - ヴァンサン・コンパニ、サッカー選手
- 1986年 - 桜花、お笑いタレント（元トリコロール）
- 1986年 - フェルナンド・ガゴ、サッカー選手
- 1986年 - コーリー・クルーバー、プロ野球選手
- 1987年 - 大津尋葵、俳優
- 1987年 - 末永仁志、元プロ野球選手
- 1987年 - マービンJr.、お笑いタレント、元大相撲力士
- 1987年 - ヘイリー・ウェステンラ、歌手
- 1987年 - 水卜麻美 、アナウンサー
- 1987年 - マヤ・ガベイラ、サーファー
- 1987年 - 六反勇治、サッカー選手
- 1988年 - Nao☆、アイドル（Negicco）
- 1988年 - 林家きよ彦、落語家
- 1988年 - ハーレイ・ジョエル・オスメント、俳優
- 1988年 - ウィルソン・マトス、プロ野球選手
- 1988年 - ユニス・ジェプコエチ・サム、陸上競技選手
- 1989年 - チャーリー・カルバーソン、プロ野球選手
- 1989年 - 三上朋也、プロ野球選手
- 1989年 - 新実彰平、アナウンサー
- 1990年 - 小林由未子、TBSアナウンサー
- 1990年 - アレックス・ペティファー、俳優
- 1990年 - ベン・エイモス、サッカー選手
- 1990年 - フランチェスコ・ディ・タッキオ、サッカー選手
- 1990年 - ルイス・マルセロ・モライス・ドス・サントス、サッカー選手
- 1990年 - クリストフ・ハルティング、陸上競技選手
- 1990年 - 平賀翔太、元陸上選手
- 1990年 - イワクラ、お笑いタレント（蛙亭）
- 1991年 - 横山貴明、元プロ野球選手
- 1991年 - Furui Riho、シンガーソングライター
- 1992年 - 德永祥尭、ラグビーユニオン選手
- 1992年 - デイジー・リドリー、女優
- 1992年 - サディオ・マネ、サッカー選手
- 1992年 - ミシェル＝リー・アイ[8]、陸上競技選手
- 1993年 - 井上尚弥、プロボクサー
- 1993年 - ソフィア・カーソン、女優
- 1993年 - 柳川由玲奈、タレント
- 1993年 - 宮澤茉凜、ギタリスト
- 1993年 - 土屋まり、アナウンサー
- 1993年 - 田鍋陵太、元サッカー選手
- 1994年 - 尾崎里紗、テニス選手
- 1994年 - 鈴木マリナ、DJ
- 1995年 - 石川倭、騎手
- 1995年 - 高橋美紀、競泳選手
- 1995年 - 阿部芳美、中京テレビアナウンサー
- 1995年 - 斉藤亜緒衣、元アナウンサー
- 1996年 - 相川聖奈、ジュニアアイドル
- 1996年 - 黒沢ともよ、声優、元子役
- 1996年 - アンドレアス・クリステンセン、サッカー選手
- 1996年 - 西嶋亮太、元社会人野球選手
- 1997年 - 梶原悠未、自転車競技選手
- 1997年 - 土屋櫻子、女優
- 1997年 - マテウス・ソウザ・デ・ジェズス、サッカー選手
- 1998年 - 新井ひとみ、歌手（東京女子流）
- 1998年 - 杉浦健二郎、元プロ野球選手
- 1999年 - 北山亘基、プロ野球選手
- 1999年 - 川副圭太、大相撲力士
- 1999年 - 豊田裕大、俳優
- 2002年 - 畑芽育、女優、タレント（元Pocchimo）
- 2003年 - 国本梨紗、モデル、タレント
- 2003年 - 真壁あやの、バスケットボール選手
- 2015年 - 石塚陸斗、子役
- 生年不詳 - 内野孝聡、声優
- 生年不詳 - 大槻丈一郎[9]、声優
- 生年不詳 - 森田鉄也、予備校講師、YouTuber
- 生年不詳 - もりしげ、漫画家（+ 2020年）

### 人物以外（動物など）
- 1987年 - アイネスフウジン、競走馬（+ 2004年）
- 1987年 - ダイタクヘリオス、競走馬（+ 2008年）
- 1991年 - ヤシマソブリン、競走馬
- 1996年 - オースミブライト、競走馬
- 1998年 - アグネスゴールド、競走馬（+ 2021年）
- 1998年 - タガノテイオー、競走馬（+ 2000年）
- 1999年 - アドマイヤマックス、競走馬
- 2001年 - ダンスインザムード、競走馬
- 2002年 - ヴァーミリアン、競走馬
- 2005年 - アポロドルチェ、競走馬
- 2008年 - ウインバリアシオン、競走馬、種牡馬

## 忌日

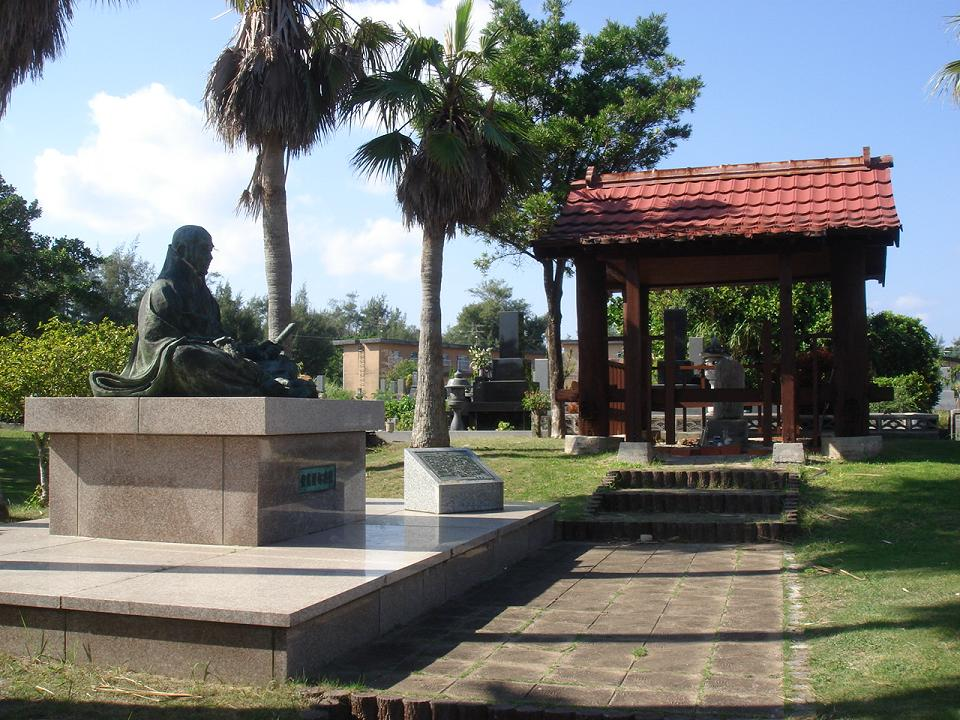
真言宗の僧侶俊寛(1143-1179)、流刑地の鬼界ヶ島で没。画像は喜界島にある俊寛の墓。

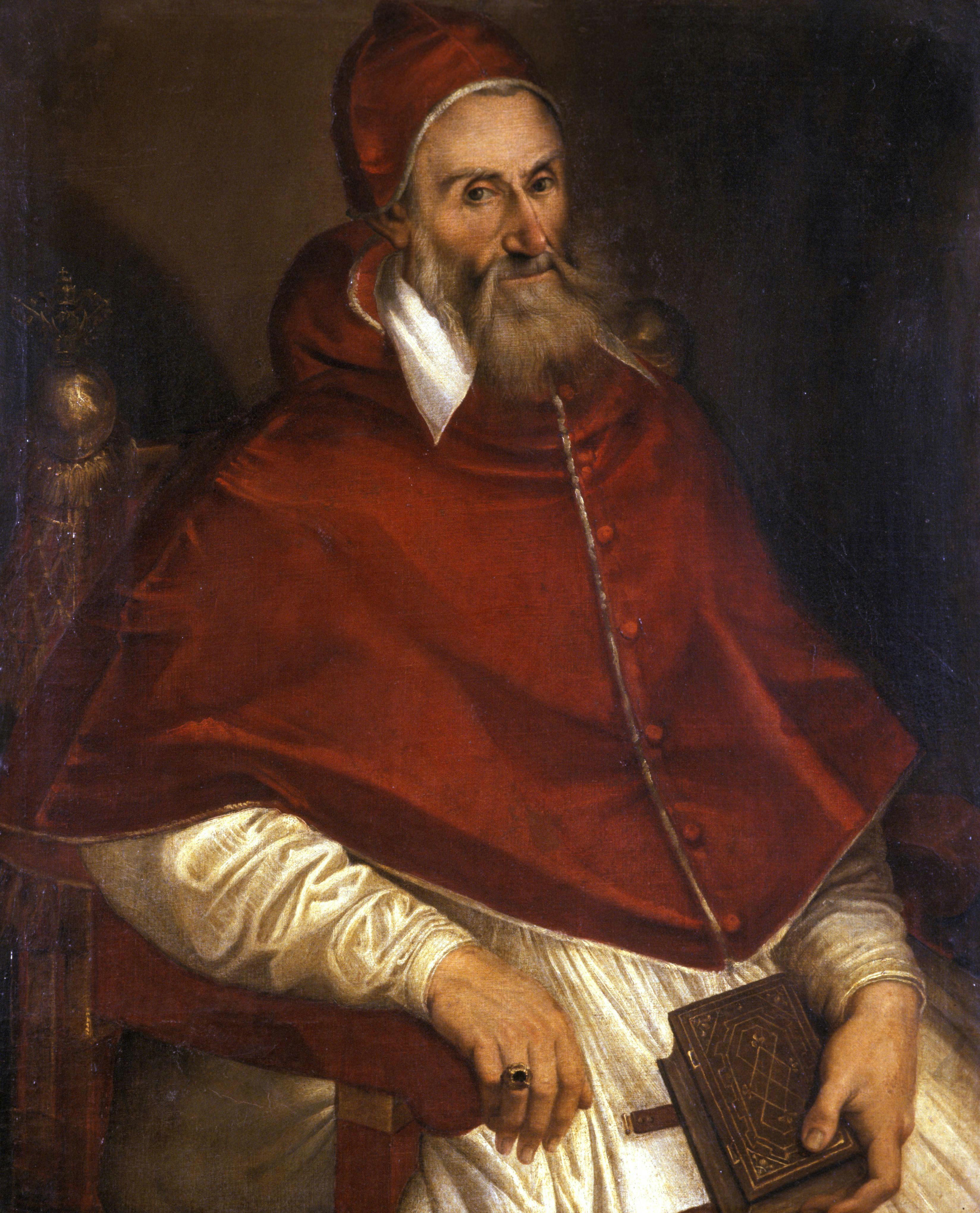
第226代ローマ教皇グレゴリウス13世(1502-1585)没。

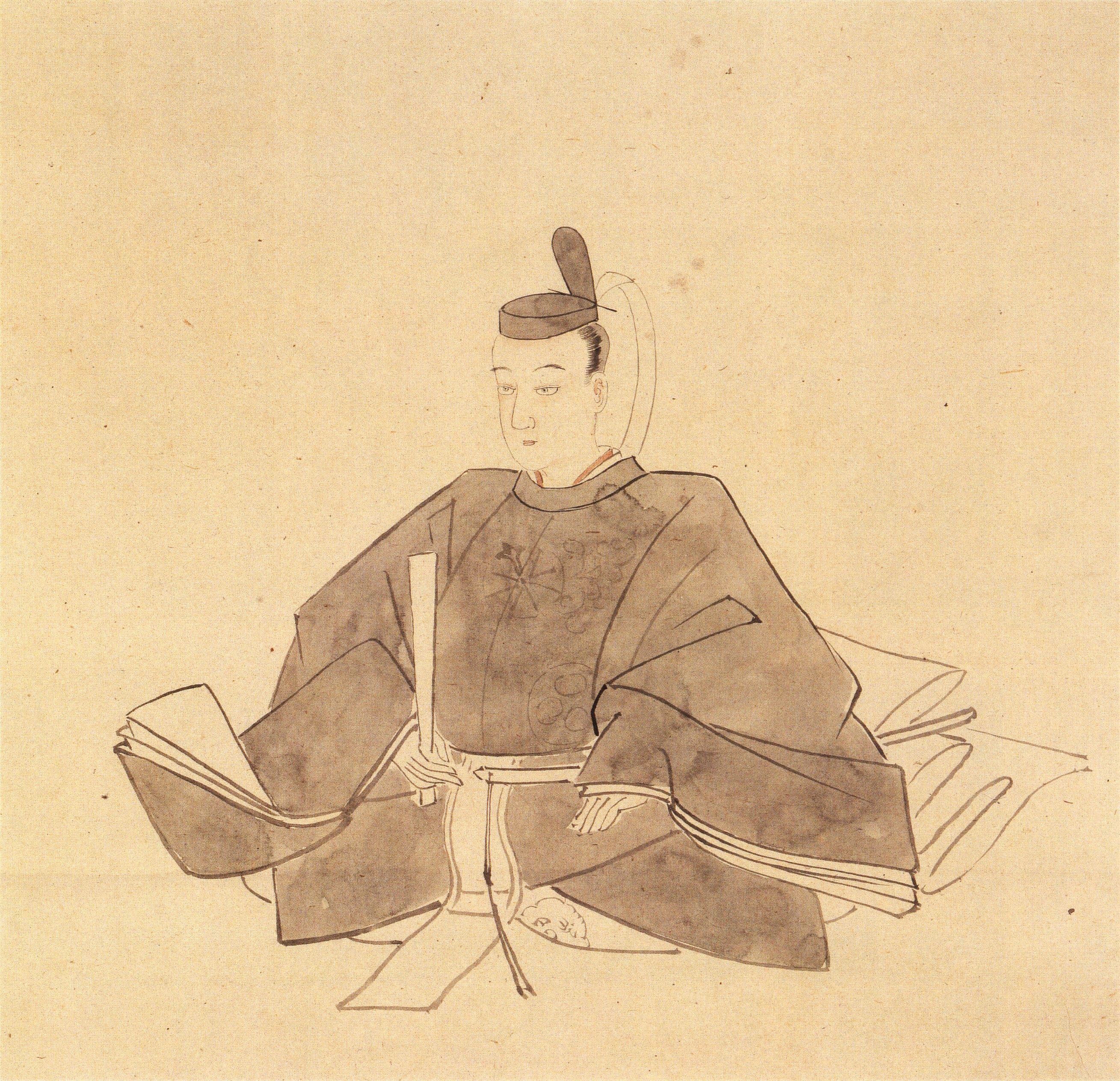
徳川家基(1762-1779)没。

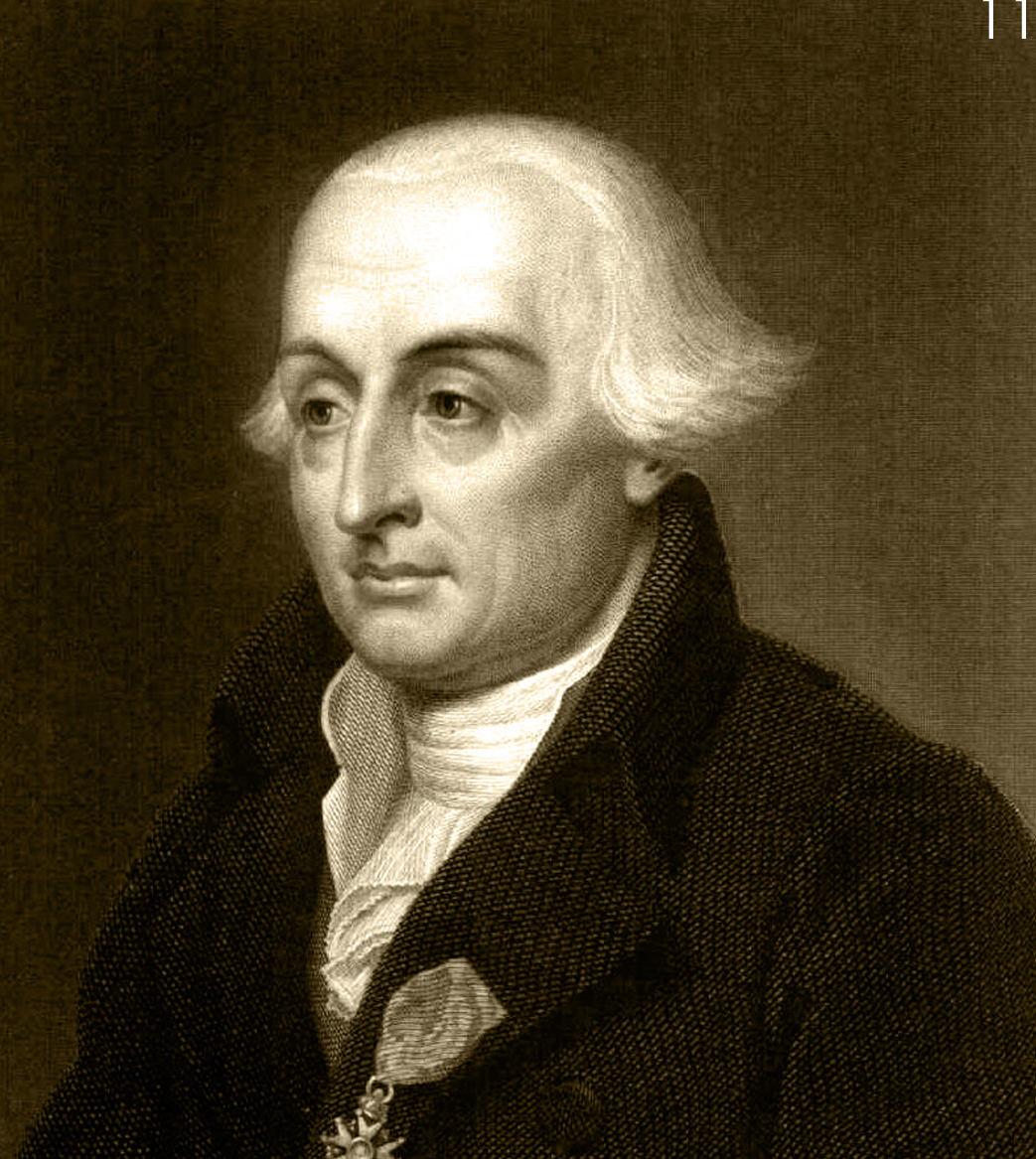
解析力学を創出した数学者ジョゼフ＝ルイ・ラグランジュ(1736-1813)没。

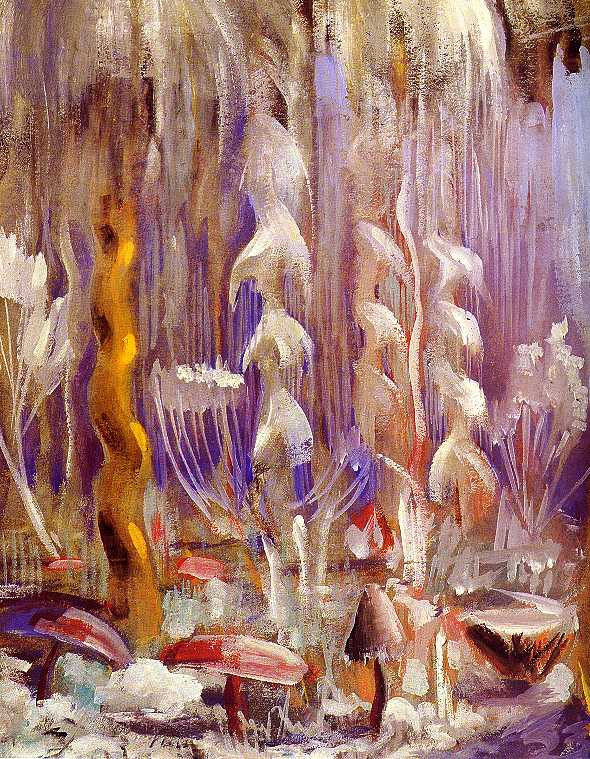
画家・作曲家、ミカロユス・チュルリョーニス(1875-1911)没。画像は『天地創造X』(1906-1907)。

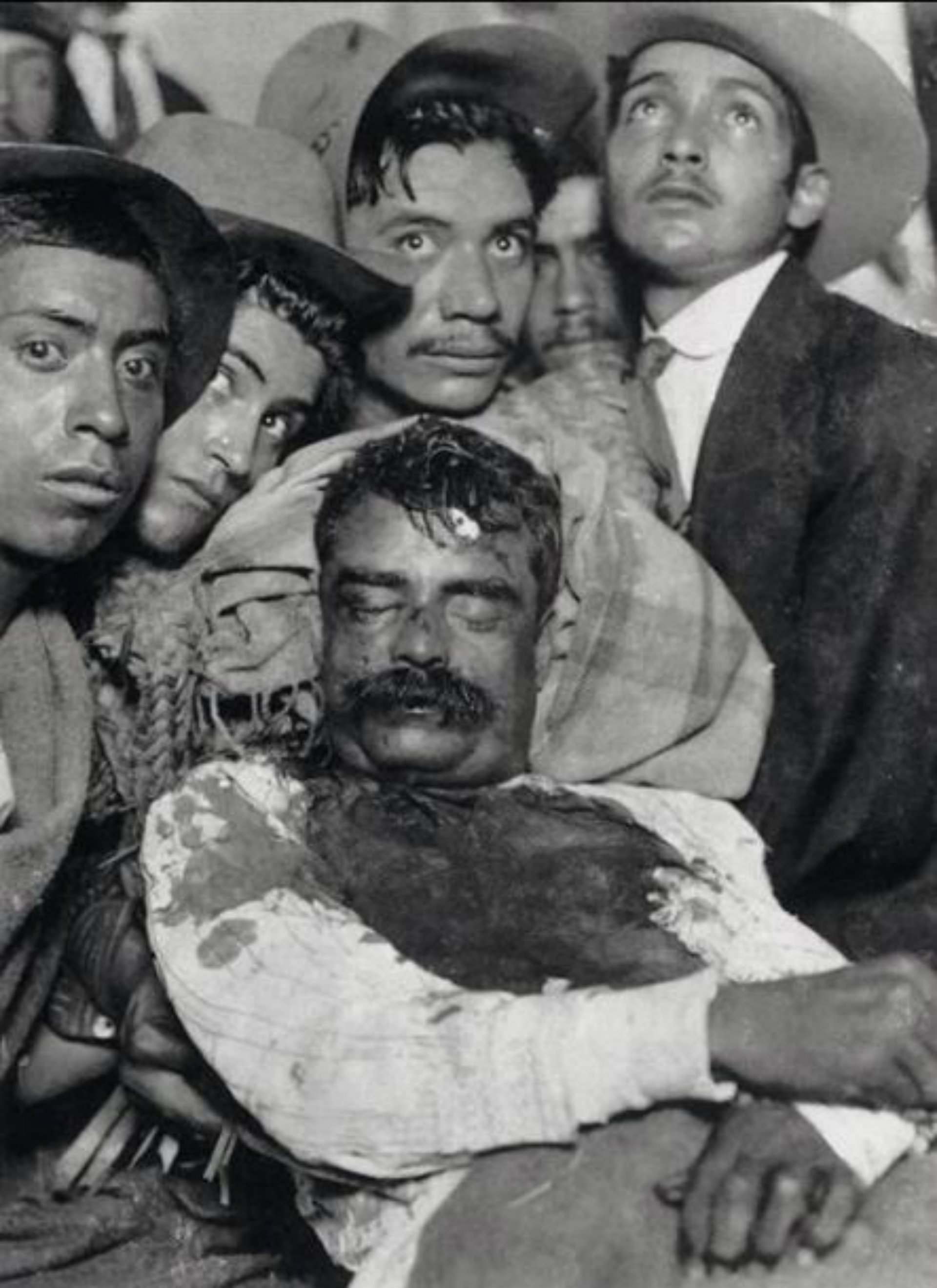
メキシコ革命の指導者エミリアーノ・サパタ(1879-1919)暗殺。

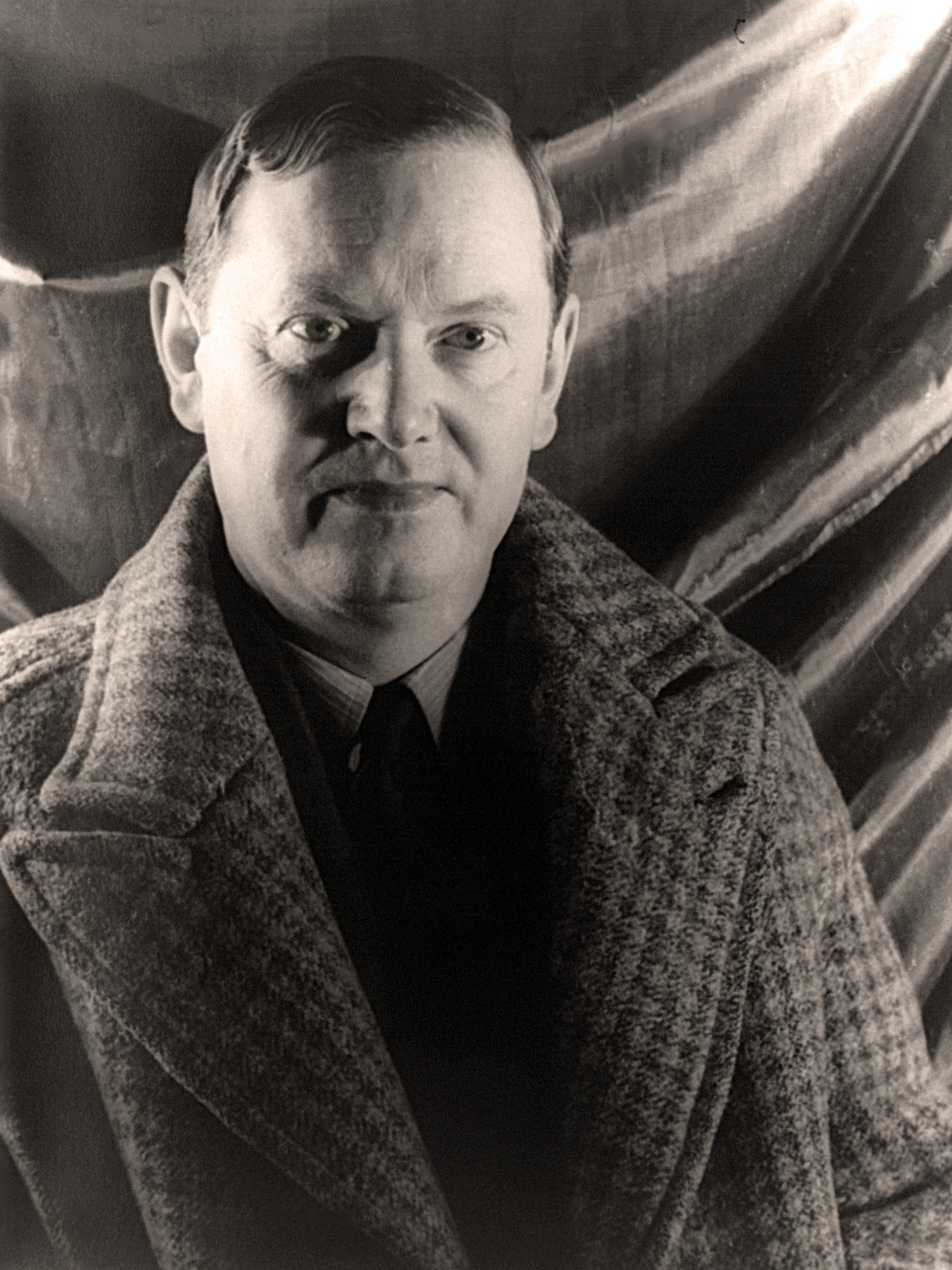
カトリックの小説家イーヴリン・ウォー(1903-1966)没。

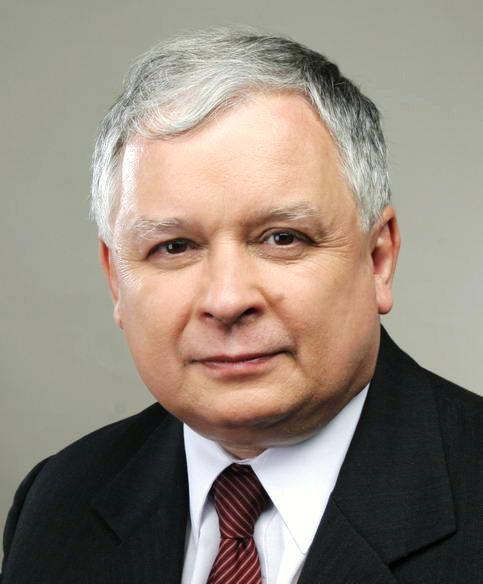
ポーランド大統領レフ・カチンスキ(1949-2010)航空事故死。

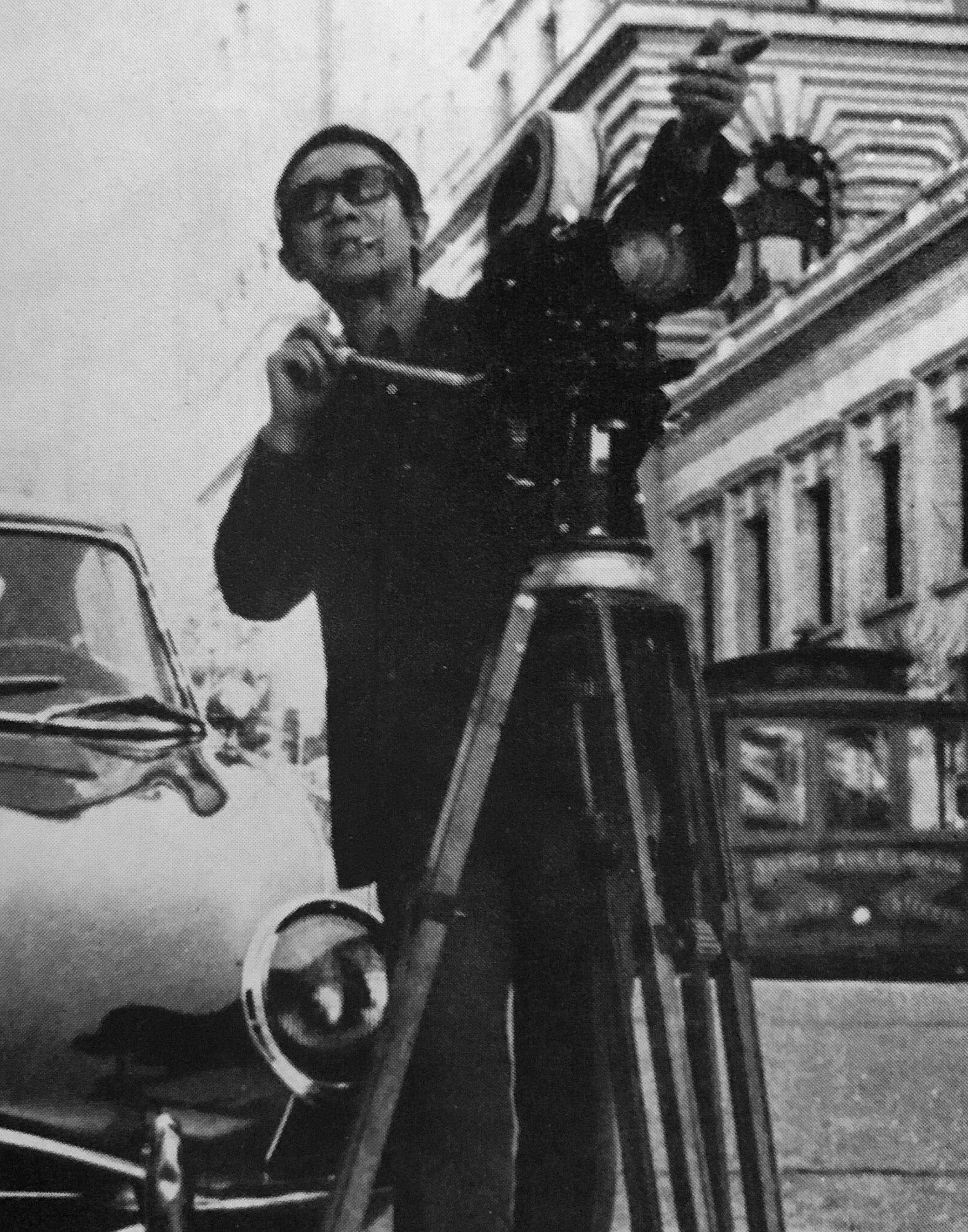
映画監督大林宣彦(1938-2020)没。

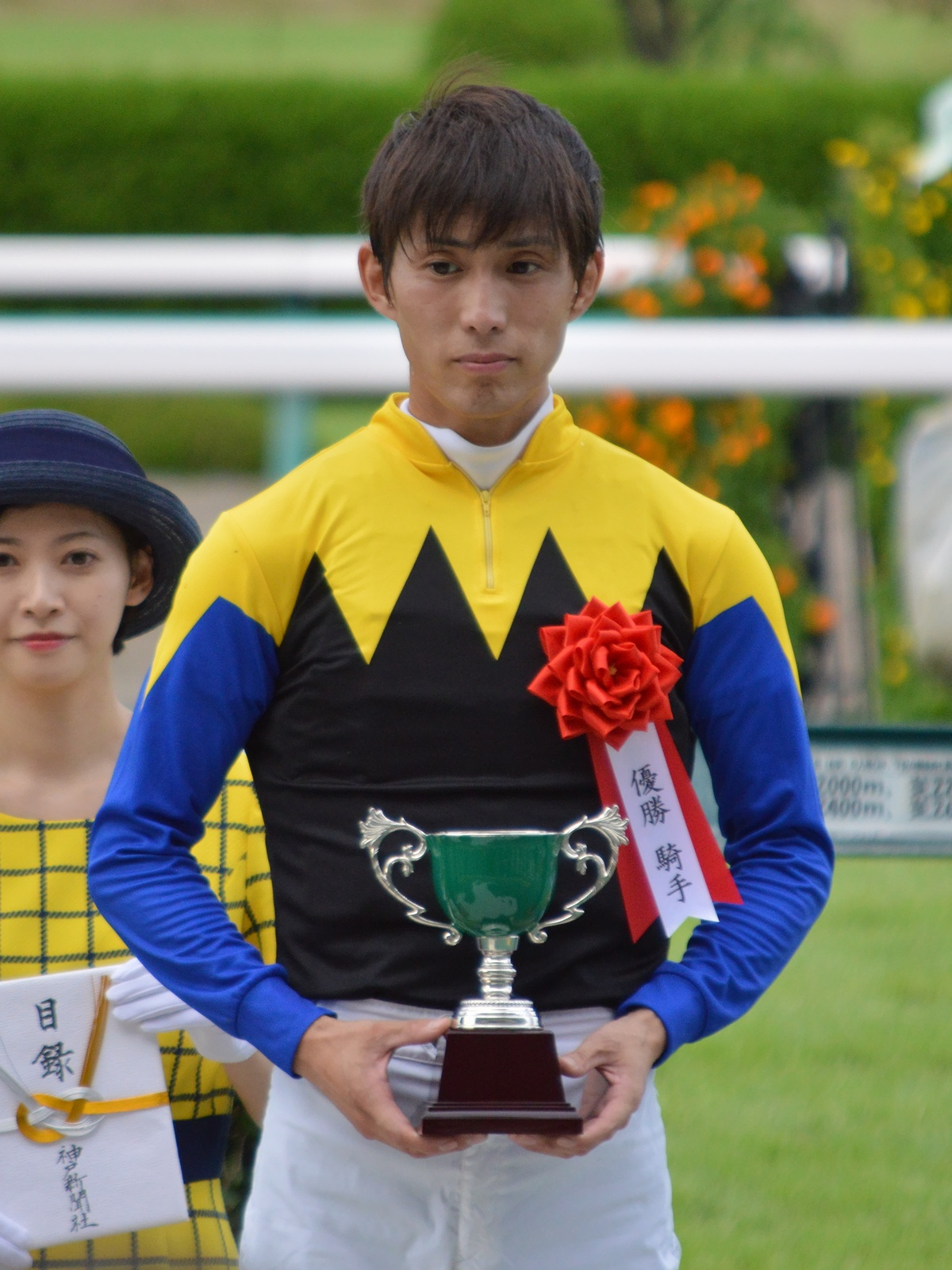
競馬騎手藤岡康太(1988-2024)落馬事故死。

- 879年 - ルイ2世、西フランク王（* 846年）
- 1179年（治承3年3月2日） - 俊寛、真言宗の僧（* 1143年）
- 1533年 - フレゼリク1世、デンマーク王（* 1471年）
- 1546年（天文15年3月10日） - 龍造寺家兼、肥前国の戦国大名（* 1454年）
- 1585年 - グレゴリウス13世、ローマ教皇（* 1502年）
- 1652年（承応元年3月2日） - 栗山利章、福岡藩士（* 1591年）
- 1709年（宝永6年3月1日） - 大石吉之進、赤穂藩家老大石良雄の次男（* 1691年）
- 1752年 - ウィリアム・チェゼルデン、外科医、解剖学者（* 1688年）
- 1756年 - ジャコモ・アントニオ・ペルティ、作曲家（* 1661年）
- 1779年（安永8年2月24日） - 徳川家基、徳川家治の子（* 1762年）
- 1786年 - ジョン・バイロン、海軍士官、世界一周航海者（* 1723年）
- 1813年 - ジョゼフ＝ルイ・ラグランジュ、数学者（* 1736年）
- 1815年 - ウィリアム・ロクスバラ、医師、植物学者（* 1751年）
- 1823年 - カール・レオンハルト・ラインホルト、哲学者（* 1757年）
- 1840年 - アレクサンダー・ナスミス、画家（* 1758年）
- 1861年 - ルイ・ヴィカー、技術者、発明家（* 1786年）
- 1882年 - ダンテ・ゲイブリエル・ロセッティ、画家（* 1828年）
- 1882年 - ウィリアム・ハルバート、ナショナルリーグ第2代会長（* 1832年）
- 1883年 - エミーリエ・マイヤー、作曲家（* 1812年）
- 1884年 - ジャン＝バティスト・デュマ、化学者（* 1800年）
- 1886年 - 木戸松子、木戸孝允の妻（* 1843年）
- 1904年 - イサベル2世、スペイン女王（* 1830年）
- 1906年 - ゲオルギー・ガポン、ロシア正教司祭（* 1870年）
- 1909年 - アルジャーノン・チャールズ・スウィンバーン、詩人（* 1837年）
- 1910年 - ジョージ・ヘンリー・ウィリアムズ、第32代アメリカ合衆国司法長官（* 1823年）
- 1911年 - サム・ロイド、パズル作家（* 1841年）
- 1911年 - ミカロユス・チュルリョーニス、画家、作曲家（* 1875年）
- 1919年 - エミリアーノ・サパタ、メキシコ革命指導者（* 1879年）
- 1923年 - リーアム・リンチ、アイルランド内戦時のIRA指導者（* 1893年）
- 1939年 - 新井領一郎、実業家（* 1855年）
- 1944年 - 下畑卓、児童文学作家（* 1916年）
- 1954年 - オーギュスト・リュミエール、「映画の父」リュミエール兄弟の兄（* 1862年）
- 1955年 - ピエール・テイヤール・ド・シャルダン、カトリック司祭、古生物学者、思想家（* 1881年）
- 1956年 - ジンジャー・ビューモン、プロ野球選手（* 1876年）
- 1961年 - 古海卓二、映画監督（* 1894年）
- 1962年 - スチュアート・サトクリフ、ベーシスト（* 1940年）
- 1965年 - リンダ・ダーネル、女優（* 1923年）
- 1966年 - 山下新太郎、洋画家（* 1881年）
- 1966年 - 川端龍子、日本画家（* 1885年）
- 1966年 - イーヴリン・ウォー、小説家（* 1903年）
- 1966年 - 谷口ひとみ、漫画家（* 1948年）
- 1969年 - コンラッド・メイリ（フランス語版）、画家（* 1895年）
- 1972年 - 五十嵐健治、実業家、白洋舎創業者（* 1877年）
- 1975年 - ウォーカー・エバンス、写真家（* 1903年）
- 1976年 - エンリコ・マイナルディ、チェリスト、作曲家、指揮者（* 1897年）
- 1977年 - 山路閑古、化学者、俳人、古川柳研究家（* 1900年）
- 1979年 - ニーノ・ロータ、作曲家（* 1911年）
- 1982年 - 吉田猪佐喜、プロ野球選手（* 1915年）
- 1984年 - 神田喜一郎、歴史学者、書誌学者（* 1897年）
- 1984年 - カール・スプーナー、プロ野球選手（* 1931年）
- 1985年 - 笠井重治、政治家（* 1866年）
- 1985年 - 田中義雄、プロ野球選手、監督（* 1909年）
- 1988年 - 桑原武夫、フランス文学者（* 1904年）
- 1988年 - 押田勇雄、物理学者、上智大学名誉教授（* 1914年）
- 1988年 - 杉浦重雄、競泳選手、1936年ベルリン五輪金メダリスト（* 1917年）
- 1989年 - 色川武大（阿佐田哲也）、小説家（* 1929年）
- 1990年 - ゲルハルト・シュラーダー、有機化学者（* 1903年）
- 1990年 - フォーチュン・ゴーディエン、陸上競技選手（* 1922年）
- 1991年 - 野口元夫、俳優、寿司研究家（* 1906年）
- 1991年 - ケヴィン・ピーター・ホール、俳優（* 1955年）
- 1992年 - 末松保和、歴史学者（* 1904年）
- 1992年 - 扇谷正造、ジャーナリスト（* 1913年）
- 1992年 - ピーター・ミッチェル、化学者（* 1920年）
- 1993年 - ラフモン・ナビエフ、タジキスタン初代大統領（* 1930年）
- 1994年 - レイナルド・ゴルノ、陸上競技選手（* 1918年）
- 1995年 - モラルジー・デーサーイー、政治家、第4代インド首相（* 1896年）
- 1995年 - 陳雲、中国共産党中央顧問委員会主任（* 1905年）
- 1995年 - アニー・フィッシャー、ピアニスト（* 1914年）
- 1995年 - ギュンター・ギヨーム、東ドイツ情報機関の情報員（* 1927年）
- 1996年 - ハンス・ベック、スキージャンプ選手（* 1911年）
- 1997年 - 黛敏郎、作曲家（* 1929年）
- 1997年 - 大津あきら、作詞家（* 1950年）
- 1998年 - 大橋正、グラフィックデザイナー（* 1916年）
- 1998年 - 笠原和夫、プロ野球選手、監督（* 1920年）
- 1999年 - 吉川静夫、作詞家、詩人（* 1907年）
- 1999年 - ジェームズ・マコーレー、言語学者（* 1938年）
- 1999年 - 山田泉、作曲家（* 1952年）
- 2001年 - 池田誠一郎、作詞家、編集者（* 1908年）
- 2001年 - ジャン＝ガブリエル・アルビコッコ、映画監督（* 1936年）
- 2002年 - 百武裕司、アマチュア天文家（* 1950年）
- 2003年 - 西田信一、政治家（* 1902年）
- 2003年 - リトル・エヴァ、歌手（* 1943年）
- 2005年 - 居作昌果、テレビプロデューサー（* 1934年）
- 2006年 - 佐々学、寄生虫学者、衛生動物学者、東京大学名誉教授 (* 1916年）
- 2006年 - 菊池徹、南極探検家（* 1921年）
- 2006年 - 木谷忠、経営者、元名古屋テレビ放送社長（* 1921年）
- 2007年 - ダコタ・ステイトン、ジャズ歌手（* 1930年）
- 2008年 - ジョン・ウォールケ、政治学者（* 1917年）
- 2008年 - 古川吉重、洋画家（* 1921年）
- 2008年 - 筧槇二、詩人（* 1930年）
- 2008年 - 下飯坂菊馬、シナリオライター（* 1927年）
- 2009年 - 上原宏一、プロゴルファー（* 1947年）
- 2010年 - 山崎一雄、無機化学者（* 1911年）
- 2010年 - リシャルト・カチョロフスキ、政治家、元ポーランド亡命政府大統領（* 1919年）
- 2010年 - 坊城俊厚、俳人（* 1921年）
- 2010年 - マリア・カチンスカ、ポーランド大統領レフ・カチンスキ夫人（* 1943年）
- 2010年 - レフ・カチンスキ、政治家、元ポーランド共和国大統領（* 1949年）
- 2010年 - ミロン、聖職者、ポーランド正教会大主教（* 1957年）
- 2010年 - 村本博之、ジャーナリスト（* 1966年）
- 2011年 - 落合勤一、プロ野球選手（* 1947年）
- 2011年 - 山下律夫、プロ野球選手（* 1944年）
- 2012年 - 内山榮一、政治家、元東京都台東区長（* 1911年）
- 2012年 - レーモン・オーブラック、レジスタンス活動家（* 1914年）
- 2012年 - 宮崎勇、海軍軍人、戦闘機パイロット（* 1919年）
- 2012年 - 清水美和、ジャーナリスト、東京新聞・中日新聞論説主幹（* 1953年）
- 2013年 - ロバート・G・エドワーズ、生物学者、ケンブリッジ大学名誉教授、ノーベル生理学・医学賞受賞者（* 1925年）
- 2013年 - 鈴木鷹夫、俳人（* 1928年）
- 2014年 - 星野行男、弁護士、政治家、元新潟県小千谷市長（* 1932年）
- 2014年 - スー・タウンゼント、小説家（* 1946年）
- 2014年 - ジム・フレアティ、政治家、元カナダ財務大臣（* 1949年）
- 2015年 - 井上普方、政治家（* 1925年）
- 2015年 - 志賀一夫、政治家（* 1925年）
- 2015年 - ジュディス・マリナ、女優（* 1926年）
- 2016年 - 宮崎繁樹、国際法学者、明治大学名誉教授（* 1925年）
- 2016年 - 山岸章、労働運動家（* 1929年）
- 2017年 - 羽鳥明、福音派牧師（* 1920年）
- 2017年 - 本岡昭次、政治家（* 1931年）
- 2017年 - 桜井康雄、スポーツ新聞記者、プロレス評論家、元東京スポーツ編集局長（* 1936年）
- 2017年 - ラリー・シャープ、プロレスラー（* 1950年）
- 2017年 - 吉野和剛、パフォーマー（* 1978年）
- 2018年 - 李耀文、海軍軍人（* 1918年）
- 2018年 - 中元清純、作曲家、元宝塚歌劇団理事（* 1930年）
- 2018年 - イヴォンヌ・ステイプルズ、歌手（* 1937年）
- 2019年 - 渡辺一成、政治家、元福島県南相馬市長・原町市長（* 1944年）
- 2020年 - 前川恒雄、図書館学者（* 1930年）
- 2020年 - 大林宣彦、映画監督 （* 1938年）
- 2020年 - 内藤幸位、アナウンサー（* 1939年）
- 2020年 - フランシス・ロイセール、写真家、映画監督（* 1942年）
- 2022年 - 二神恭一、経営学者、早稲田大学名誉教授（* 1931年）
- 2022年 - 水口洋次、サッカー選手、指導者（* 1944年）
- 2022年 - ジョン・ドリュー、バスケットボール選手（* 1954年）
- 2022年 - エステラ・ロドリゲス、柔道家（* 1967年）
- 2023年 - 広淵升彦 - ジャーナリスト、ニュースキャスター、アメリカ文化研究者（* 1933年）
- 2023年 - アン・ペリー、小説家、元服役囚（* 1938年）
- 2024年 - 松尾和子、弁護士、弁理士（* 1929年）
- 2024年 - トリナ・ロビンス、漫画家、フェミニスト（* 1938年）
- 2024年 - O・J・シンプソン、アメリカンフットボール選手、俳優（* 1947年）
- 2024年 - 藤岡康太、競馬騎手 （* 1988年）

## 記念日・年中行事

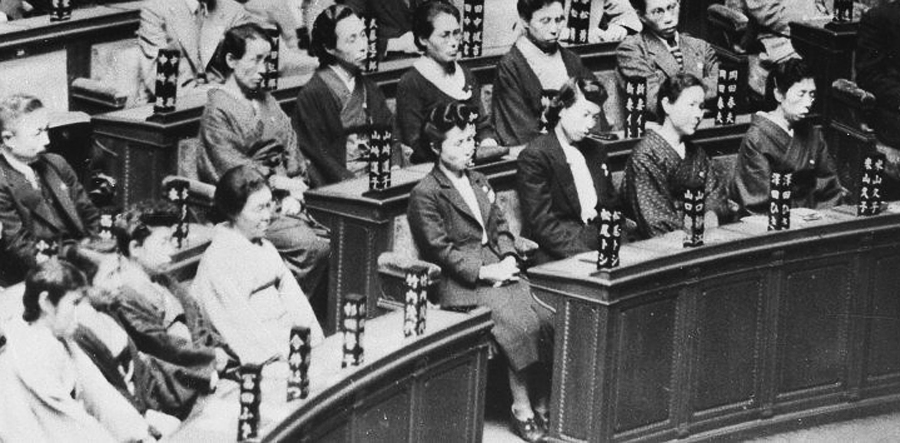
女性の日。日本では1946年の総選挙で初めて婦人参政権が行使され、39名の女性代議士が誕生した

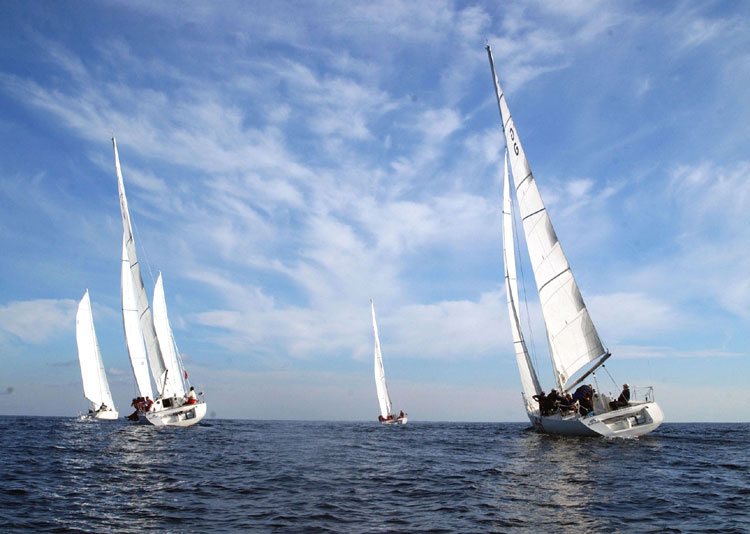
ヨットの日

- 女性の日（ 日本）
労働省（現在の厚生労働省）が1949年に「婦人の日」として制定。1998年に「女性の日」に改称。1946年のこの日、戦後初の総選挙で初めて婦人参政権が行使されたことにちなむ。この日から1週間が「女性週間」となっている。
- 法テラスの日（ 日本）
日本司法支援センター（法テラス）が制定。
- 100の日（ 日本）
一般社団法人人生100年時代協議会が制定。シニアライフに貢献する事業を行う同協議会がこの日を「長寿を願い、老舗の商品（店舗・施設）を利用する日」として啓発活動を実施している。４月１０日は１月１日から数えて１００日目となることから（閏年では１０１日目）。
- 建具の日（良い戸の日）（ 日本）
日本建具組合連合会が1985年に制定。「良い(4)戸(10)」の語呂合わせ。
- インテリアを考える日（ 日本）
日本インテリアファブリックス協会が制定。4月は入学・入社・新学期など新しいこと始まる月であり、10日は「住」と「十」が同音であることから。
- ヨットの日（ 日本）
ヤマハ発動機が制定。「ヨッ(4)ト(10)」の語呂合わせ。
- 駅弁の日（ 日本）
日本鉄道構内営業中央会が1993年に制定。4月では駅弁の需要拡大が見込まれる行楽シーズンであり、「弁当」の「とう」から10日、さらに「4」と「十」を合成すると「弁」に見えることから。
- 四万十の日（ 日本）
高知県中村市の「四万十の日実行委員会」が1989年に制定。「し(4)まんと(10)」の語呂合わせ。（一般社団法人日本記念日評議会に公式認定済み）
- 交通事故死ゼロを目指す日（ 日本）
2008年制定。統計が取られ始めた1968年以来、死亡事故の起きなかった日は1日も存在しないことに鑑み、内閣府中央交通安全対策会議交通対策本部で、交通死亡事故がこの1日だけは1件も起きないことを願い、全国的に死亡事故防止を呼びかける。
- 教科書の日（ 日本）
社団法人教科書協会が制定。「良(4)い図(十)書」の語呂合わせと、新しい教科書を手にして、教科書に関心が高い時期であることから。
- 金刀比羅宮桜花祭（ 日本）
香川県琴平町の金刀比羅宮が鎮座する象頭山が、桜色に染まるこの日に毎年開かれる神恩感謝の祭礼。神職が冠に桜の花を差し、巫女は桜の枝を手に、行列をなして大門から御本宮まで参進する[10]。
- ステンレスボトルの日（ 日本）
象印マホービン株式会社が制定。中国語の四の「スー」と英語の10の「テン」で「ステン」と読む語呂合わせ。
- シートの日（ 日本）
萩原工業が制定。工事現場や建築現場、運動会、お花見、さらには災害時の防護用など幅広い用途で使われるブルーシートを、より多くの人にＰＲするのが目的。日付は4と10で「シー（4）ト（10）」の語呂合わせと、新年度の節目となることから。
- 瀬戸大橋開通記念日（ 日本）
1988年（昭和63年）のこの日、本州の岡山県倉敷市と四国の香川県坂出市を結ぶ瀬戸大橋が開通し、本州と四国地方が橋で結ばれた[2]。この橋は全長約9.4kmの海峡部を結ぶ橋で、道路・鉄道併用の6つの橋から構成されている。
- フォントの日（ 日本）
アドビシステムズが制定し、2017年に日本記念日協会に認定・登録された。デザインにおけるフォントの重要性に光を当てる日で、「フォ（4=four）ント（10）」の語呂合わせによる[11]。
- 兄弟姉妹の日 ( アメリカ合衆国)
アメリカ合衆国の一部で開催されている。